# شون دو
شون دو (بالصينية: 竇驍) هو ممثل صيني، ولد في 15 ديسمبر 1988 في الصين.

## وصلات خارجية
- شون دو على موقع IMDb (الإنجليزية)
- شون دو على موقع قاعدة بيانات الأفلام العربية
- شون دو على موقع ألو سيني (الفرنسية)
- شون دو على موقع أول موفي (الإنجليزية)
- شون دو على موقع قاعدة بيانات الفيلم (الإنجليزية)
- شون دو على موقع كينوبويسك (الروسية)